# Tsacasiella futilis
Tsacasiella futilis là một loài ruồi trong họ Asilidae. Tsacasiella futilis được Tsacas miêu tả năm 1969.